# باشگاه فوتبال مولسی
باشگاه فوتبال مولسی (به انگلیسی: Molesey Football Club) یک باشگاه فوتبال در شهر مولسی، کشور انگلستان است که در سال ۱۹۵۳ میلادی تأسیس شده‌است.